# Vicente Fialho
Vicente Cavalcante Fialho (Tauá, 27 de janeiro de 1938 - Fortaleza, 12 de julho de 2022) foi um político brasileiro.

## Carreira
Exerceu diversas atividades em várias instituições federais, estaduais e municipais. Foi prefeito de São Luís do Maranhão indicado pelo então governador José Sarney; prefeito de Fortaleza de 1971 a 1975, indicado pelo então governador César Cals Filho; ministro de Minas e Energia entre 1989 e 1990; e deputado federal pelo Ceará, de 1991 a 1995.
Foi formado em Engenharia Civil pela Universidade Federal do Ceará em 1961, com pós-graduação em Transportes pela Universidade Federal do Rio de Janeiro em 1966.
Morreu em 12 de julho de 2022, aos 84 anos, de COVID-19.